# Verviers
Verviers (in vallone Vervî, in tedesco Velwisch) è una città francofona del Belgio situata nella Regione Vallone nella provincia di Liegi. L'entità attuale è il risultato della fusione nel gennaio 1977 dei vecchi comuni di Verviers, Ensival, Heusy, Lambermont e Stembert. La città è il capoluogo dell'arrondissement di Verviers che conta 29 comuni.
Verviers è allo stesso tempo il centro di un'agglomerazione urbana detta "agglomération verviétoise" composta dai comuni di Dison, di Pepinster nonché di una parte della località di Polleur che contano circa 80 000 abitanti: questo rende l'agglomerazione la seconda città per importanza della provincia dopo Liegi. Inoltre, è considerata come una delle dieci città più importanti della Vallonia.
Il comune è situato a una trentina di chilometri dalla frontiera con la Germania e con i Paesi Bassi, questa posizione favorevole rende la città un punto centrale per Liegi, Aquisgrana e Maastricht. Nella valle della Vesdre, la città non si trova lontana dalla diga della Gileppe e dalle Hautes Fagnes. L'agglomerazione è confinante a nord con il Pays de Herve e a sud con le Ardenne.
Durante l'Ancien Régime, faceva parte del principato di Liegi, del quale era diventata una delle "Bonnes Villes" (la 23ª e ultima ad ottenere questo titolo) ed era il capoluogo del Marchesato di Franchimont.
Durante l'era industriale (dal XVIII all'inizio del XX secolo) fu un centro importante di produzione di lana e riconosciuto a livello mondiale per le sue innovazione tecnologiche. Verviers fu d'altra parte il punto di partenza dell'industrializzazione della regione, infatti è proprio nella valle della Vesdre che si stabilì una famiglia di industriali di origine britannica, i John Cockerill.
Oggi, porta il titolo di "Capitale vallona dell'acqua", accordato dalla regione Vallonia che ne fa il polo più importante per l'oro blu. Verviers è abbellita da mille e una fontane che onorano questo titolo ottenuto.

## Toponimo
Il nome di Verviers potrebbe provenire dall'antroponimo Virovius, che avrebbe dato il toponimo Viroviacus.
Secondo altre idee, il nome deriverebbe da "Vert et vieux" (verde e vecchio), due qualità che designano un'antica quercia di Verviers e i cui rami figurano sugli stemmi della città. Sulla porta della vecchia Grand'Poste, si può leggere un laconico "Verre vieux".

## Simboli
Il più antico stemma della città portava semplicemente un ramo di quercia. Questa insegna rimase in uso fino al 1695 quando il consiglio comunale decise di includere nella parte superiore le armi del marchesato di Franchimont. Lo stemma venne concesso ufficialmente il 6 gennaio 1898 e confermato il 12 febbraio 1980.
Blasonatura: troncato: in I d'argento a tre leoni di verde, armati e lampassati di rosso, coronati d'oro (marchesi di Franchimont); in II cucito d'argento al ramo di quercia al naturale fruttato d'oro. Lo scudo timbrato da una corona murale d'oro con tre torri. Motto: Vert et vieux.

## Monumenti e luoghi d'interesse

### Monumenti
- L'Hôtel de Ville (Il Municipio)
- La Place Verte (La piazza Verde)
- L'ancienne Grand'Poste (la vecchia Grand'Poste)
- Le Palais de Justice (Il Palazzo di Giustizia)
- Le Grand Théâtre (Il Grande Teatro)
- La Gare Centrale (La stazione centrale)
- La Place de la Victoire (La Piazza della Vittoria)
- La Fontaine Ortmans (la Fontana Ortmans)
- La Société Royale d'Harmonie
- Le Centre touristique Laine et Mode
- Le Centre Hospitalier Peltzer La Tourelle
- La Maison Closset

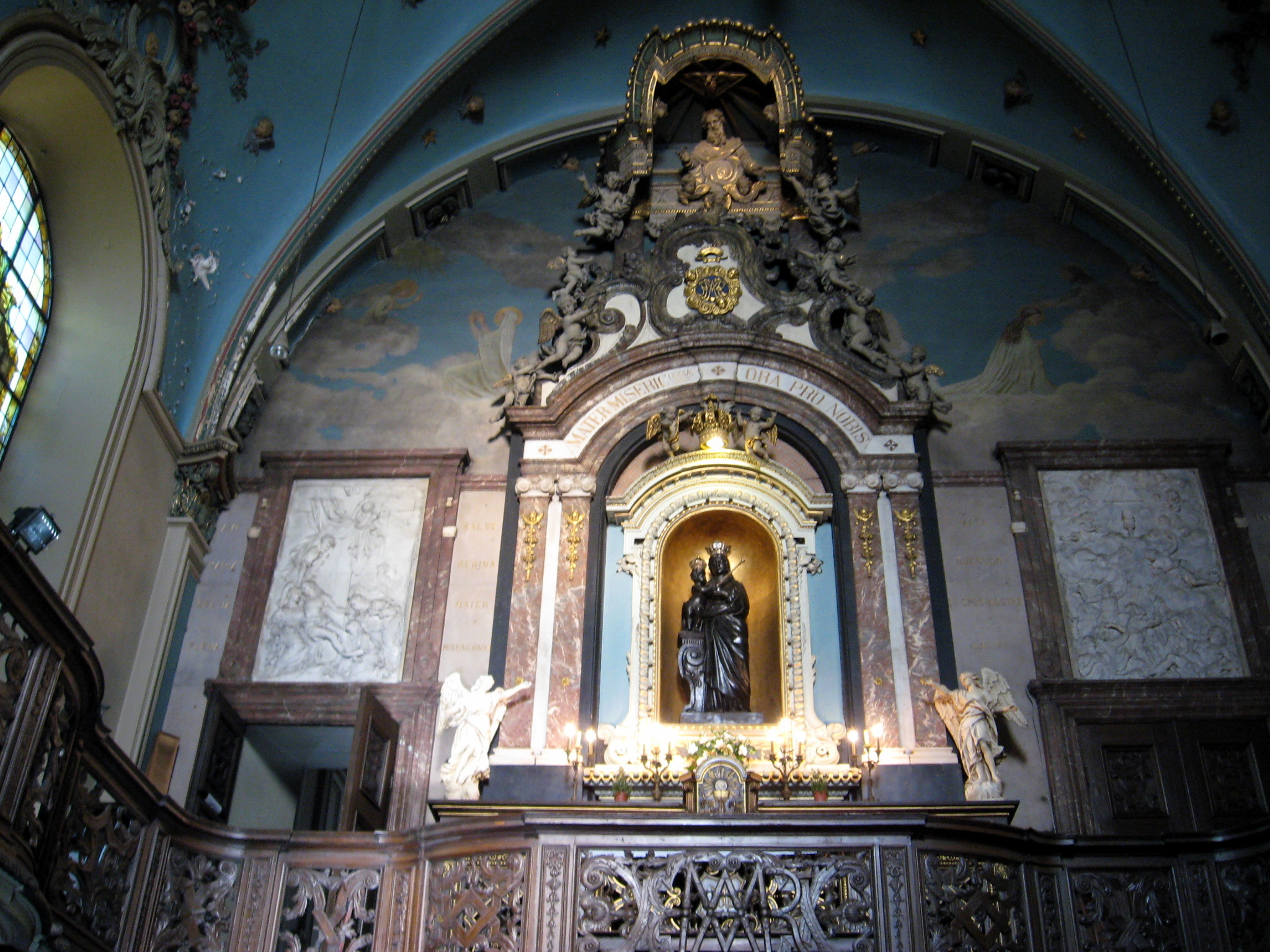
Notre-Dame des Récollets, nella chiesa che porta il suo nome, a Verviers

- L'Eglise Notre-Dame des Récollets (La chiesa di Nostra Signora dei Recolletti): vi è custodita una statua della Madonna col Bambino, famosa perché il 18 settembre 1692, in coincidenza con un grave terremoto, la statua, secondo le testimonianze dei fedeli, si era modificata e, diversamente da prima, il Bambino guardava la Madre e aveva posto la sua mano in quella di lei[2].
- L'Église Saint-Remacle (chiesa di San Remaclo)
- La fontaine secrète
- La fontaine "les burettes"
- La fontaine "Rio + 10"
- L'ancien octroi
- La maison du Prince
- La maison Moulan
- Le musée d'archéologie (Il museo archeologico)
- Le musée des Beaux-Arts (Il museo delle Belle Arti)
- La maison de l'Eau Pierre de Bonvoisin

### Passeggiate
- La Rue des Raines, strada con antiche dimore
- Le Parc de l'Harmonie
- Le Parc de Séroule
- La Rue Jules Cerexhe
- Les quais en bord de Vesdre (il lungo fiume)
- Le Piétonnier Pont-aux-Lions (il ponte pedonale)

## Istruzione

### Lista delle scuole situate a Verviers
- Le collège Saint-Francois Xavier (SFX).
- L'institut Saint-Michel
- L'Athénée royal Thil Lorrain
- L'Athénée royal Verdi
- L'Institut technique Don Bosco Verviers
- L'Institut Notre-Dame de Heusy
- L'école St-Nicolas de Stembert
- L'école communale de Stembert

## Economia
Verviers fu un grande centro europeo per l'industria della lana dal XII al XX secolo, città prospera riconosciuta internazionalmente per la qualità della sua lana, fino al declino dell'industria laniera nella regione verso la seconda metà del XX secolo. Oggi Verviers volge uno sguardo al suo avvenire, sviluppando per esempio l'offerta turistica, valorizzando il suo ricco patrimonio commerciale, con la creazione di nuovi centri commerciali come l'Ardennes Outlet Center, e industriali, che attirano senza sosta nuove imprese nella regione. Verviers deve anche la sua riconversione al suo titolo di capitale vallona dell'acqua. Questo titolo si nota concretamente in tutte le imprese attive in questo settore, come la SWDE (Société wallonne des eaux, "Società vallona dell'acqua), il suo Polygone de l'Eau (centro di formazione sui mestieri dell'acqua) nonché dalle numerose fontane disseminate ai quattro angoli della città.

### Turismo
- Numerosi edifici di interesse storico da visitare
- Turismo regionale in prossimità delle Ardenne (diga della Gileppe, Hautes Fagnes, circuito di Francorchamps, città di Spa)

### Industria
- Zone industriali situate in posizioni ottimali grazie alla prossimità con le autostrade E40 e E42, che permettono di dirigersi velocemente verso il resto d'Europa. Sono conosciute soprattutto le zone industriali di Petit-Rechain, Stembert, di Lambermont e les Plenesses (la seconda per importanza della provincia)

## Amministrazione

### Gemellaggi
- Arles, dal 1967
- Mönchengladbach, dal 1970
- Roubaix, dal 1969
- Bradford, dal 1970
- La Motte-Chalancon, dal 1967

## Gastronomia
- Torta Gâteau de Verviers
- Torta di riso
- Vaution

## Sport
Principali squadre:
- Pallacanestro: RBC Verviers-Pepinster (D1)
- Calcio: RCS Verviers (D3)
- Ping pong: TT Vervia (D1)
- Hockey: Royal Hockey Club Verviers (D3)

## Galleria d'immagini

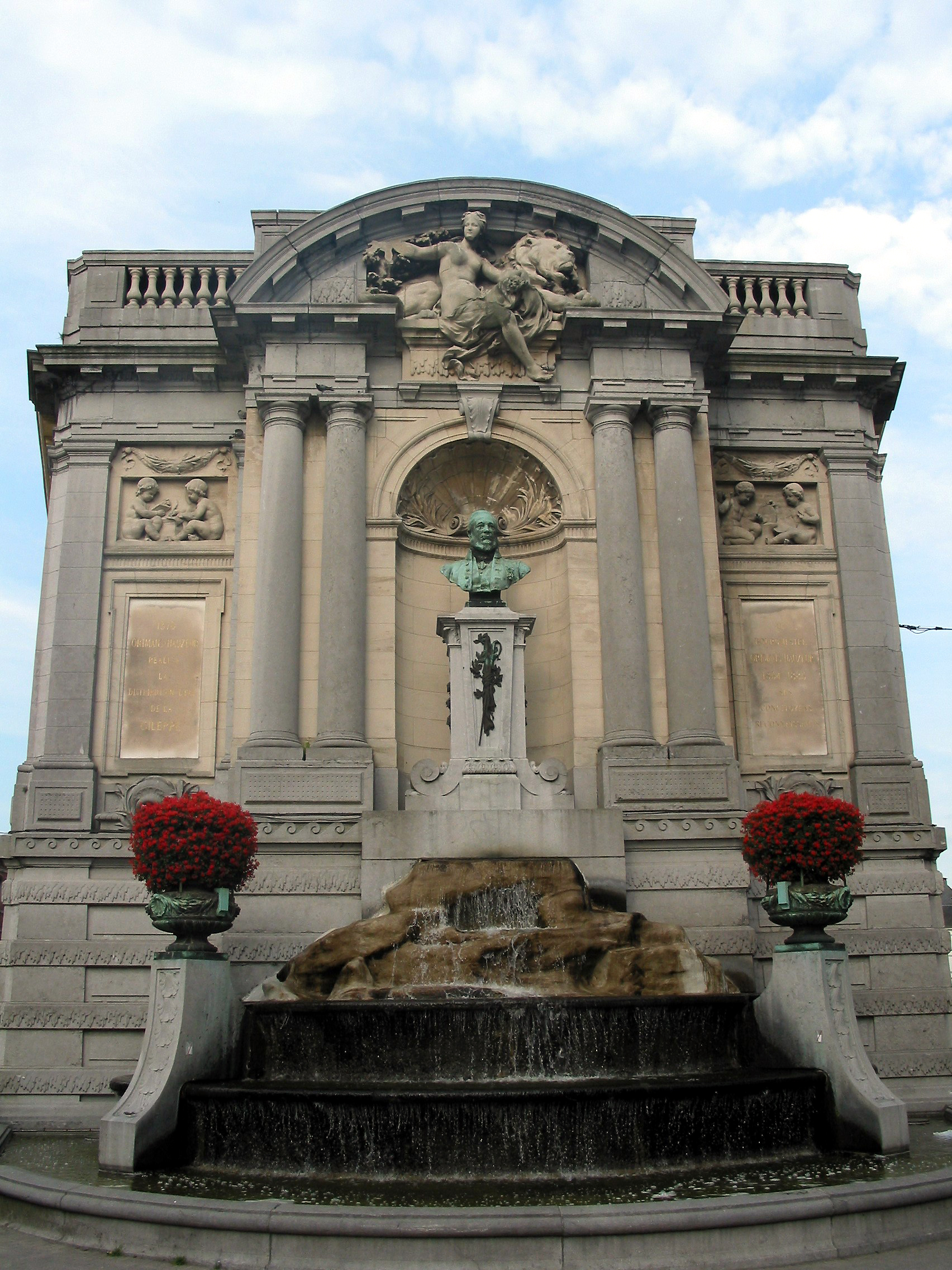
La fontana Ortmans
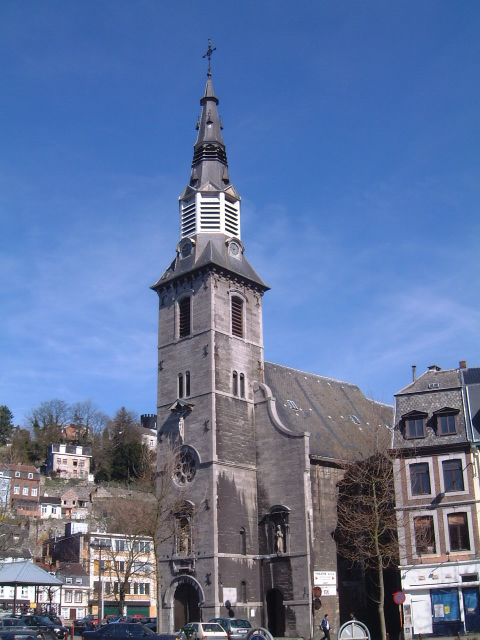
Notre Dame des Récollets
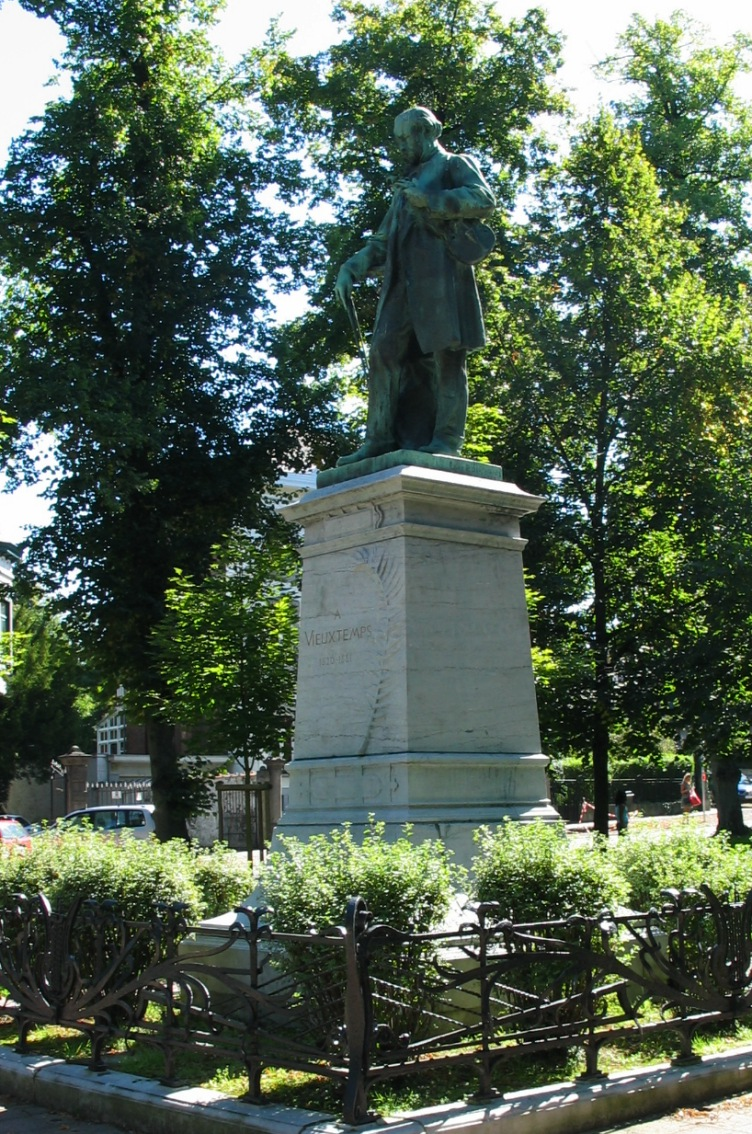
La Statua d'Henri Vieuxtemps
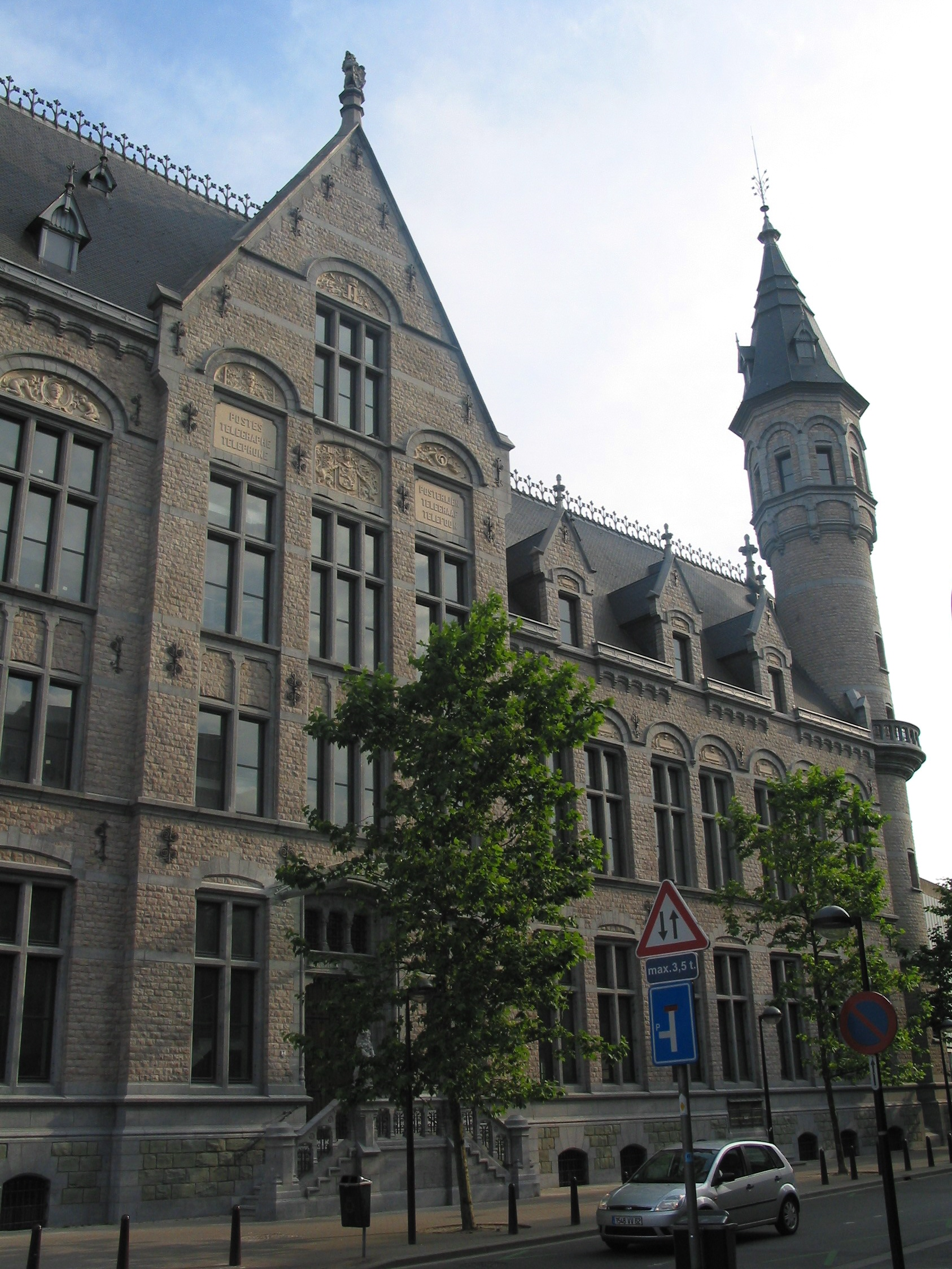
La vecchia Grand'Poste
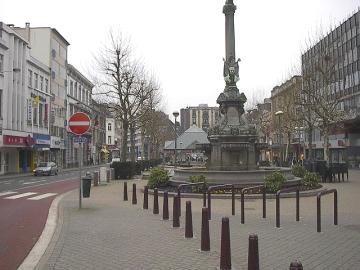
Le Perron de la Place Verte
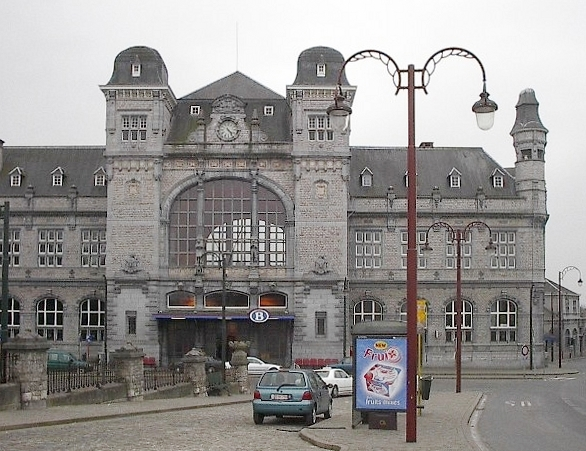
La Stazione centrale